# Lampel Róbert
Lampel Róbert (Prieborn, Németország, 1821. március 11. – Budapest, 1874. április 3.) német származású könyvkereskedő és kiadó, a 19. század közepén Magyarországon kezdett tevékenykedni. A Lampel Róbert (Wodianer Fülöp és Fiai) Császári és Királyi Könyvkereskedése egyik alapítója.

## Élete
Lampel Róbert 1821. március 11-én született Priebornban, Németországban egy evangélikus családban. A könyvszakmát Prágában tanulta. 1847-ben Magyarországra jött, először a Kilián és Társa cégnél dolgozott, majd 1850-ben saját céget alapított Lantosy és Lampel néven. Felesége Galli Johanna (1833-1897) volt, aki 4 gyermekkel áldotta meg. Társkiadója, Leyer (Lantosy) József 1853-ban meghalt, ekkor Lampel egyedüli tulajdonosává vált a cégnek. 1868-ban tagja volt az Athenaeum Rt. alapító bizottságának, és 1874. április 3-án hunyt el Budapesten.

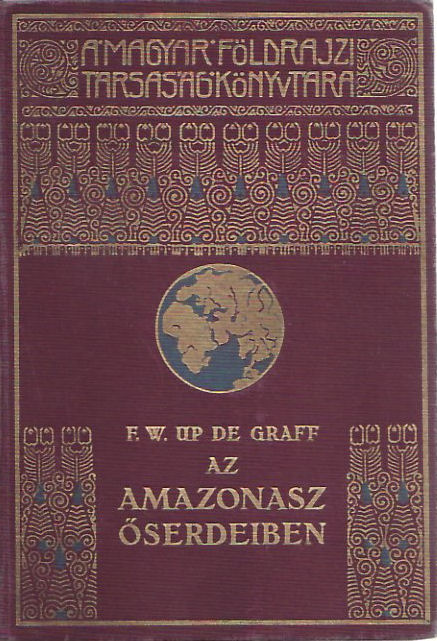
A Magyar Földrajzi Társaság Könyvtára sorozat egyik kötetének borítója